# Delphinium maderense
Delphinium maderense — вид рослин з родини жовтецеві (Ranunculaceae), ендемік Мадейри.

## Опис
Це однорічна, трав'яниста рослина з розгалуженим волосистим стеблом висотою до 35 см. Листки довжиною до 5 см, лінійчасті. Сині квіти ростуть разом по 5–8 у довгих, розгалужених, відкритих квіткових скупченнях діаметром до 2.5 см. 

## Поширення
Ендемік Мадейри (о. Мадейра).